# Haut-Mauco
Haut-Mauco (en gascon Mau Còrn Haut) là một xã, thuộc tỉnh Landes trong vùng Nouvelle-Aquitaine. Xã này có diện tích 18,64 kilômét vuông, dân số năm 2006 là người. Xã này nằm ở khu vực có độ cao trung bình 85 mét trên mực nước biển. 

## Biến động dân số
| Năm | 1962 | 1968 | 1975 | 1982 | 1990 | 1999 | 2006 |
| --- | ---- | ---- | ---- | ---- | ---- | ---- | ---- |
| Dân số | 514  | 552  | 550  | 621  | 628  | 721  | 760  |
| From the year 1962 on: No double counting—residents of multiple communes (e.g. students and military personnel) are counted only once. |      |      |      |      |      |      |      |